# Thomas Brodie-Sangster
Thomas Brodie-Sangster  (født 16. maj 1990) er en engelsk skuespiller. Han er kendt som Sam i Nanny McPhee og Jojen Reed i Game of Thrones. Han blev i 2024 gift med skuespillerinden Talulah Riley.